# Zeitgeist-bevægelsen
Zeitgeist-bevægelsen er en verdensomspændende græsrodsbevægelse, der blev grundlagt i 2008 i USA af Peter Joseph. Bevægelsen er modstander af kapitalismen, som bevægelsen anser som strukturel korrupt og som et spild af ressourcer. Ifølge The Daily Telegraph virker bevægelsen for afvikling af en pengebaseret økonomi til en ressourcebaseret økonomi baseret på bæredygtig økologi og for at beslutninger i samfundet skal tages på et videnskabeligt grundlag. 
Bevægelsen har sit navn efter dokumentarfilmene som Peter Joseph har skrevet, produceret og lagt stemme til. Zeitgeist: The Movie fra 2007 og Zeitgeist: Addendum fra 2008 er udgivet gratis online. Der opfordres til at filmene videredistribueres, så de kan tjene informative formål og altså ikke profitinteresser.
Under produktionen af Zeitgeist: Addendum opstod der tætte forbindelser mellem Peter Joseph og Jacque Fresco, som er selvlært opfinder, industriel designer, social ingeniør, futurist samt stifter af nonprofit-organisationen The Venus Project. Siden har bevægelsen fungeret som aktivistgren for The Venus Project, og en ugentlig radio-rapport er blevet etableret, hvor Fresco og hans partner Roxanne Meadows deltager.
I Danmark er bevægelsens udvikling varetaget af en gruppe frivillige.[kilde mangler]

## Kritik
Bevægelsen har været udsat for kritik fra flere sider. I en artikel i Journal of Contemporary Religion beskrives bevægelsen som et eksempel på "conspirituality", en blanding af konspirationsteori og New Age-spiritualitet. I en artikel i Tablet Magazine omtales bevægelsen som "Verdens første internetbaserede apokalyptiske kult med medlemmer, der som papegøjer med begejstring og troskab gentager partiets linje" og som er tilhængere af “en slags sci-fi planetarisk kommunisme" og at Zeitgeist-filmserien, der startede bevægelsen gik “i fodsporene af højreekstreme, isolationistiske og underforståede antisemitiske konspirationsteorier”.
Alan Feuer betegnede i The New York Times bevægelsen som en "utopisk idé om et penge-frit og computerstyret fremtid, ... som havde Karl Marx og Carl Sagan hyret John Lennon fra dennes "Imagine-tid" til at gøre intet mindre end at omskrive de underliggende strukturer i planetarisk liv."